# Camillo Vitelli
Camillo Vitelli (* 1459 in Città di Castello; † 9. Juni 1496 in Circello) war ein mittelalterlicher italienischer Condottiere und Ritter.

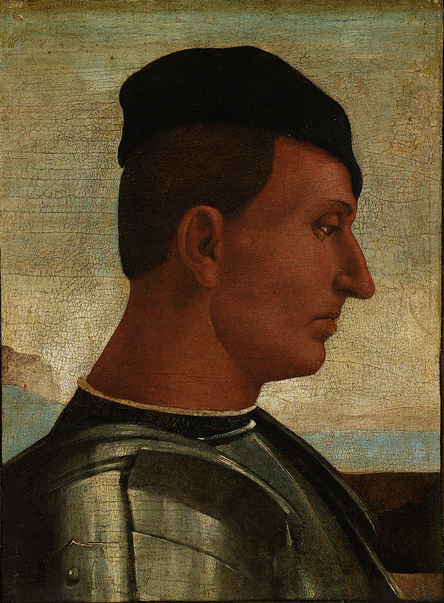
Luca Signorelli, Porträt Camillo Vitelli, ca. 1493–1496

Er stammte aus der Familie Vitelli und war der Sohn von Niccolò, der Bruder von Paolo, Giulio, Giovanni und Vitellozzo sowie der Schwager von Giampaolo Baglioni. Er war Markgraf von Sant’Angelo dei Lombardi und Herzog von Gravina in Apulien. Als tapferer Anführer setzte er als erster in der Geschichte, in einer Schlacht bei Lucera, Arkebusierreiter ein.

## Leben

### Ursprünge und Anfänge
Der 1459 als Sohn von Niccolò Vitelli und Pantasilea Abocatelli geborene Camillo zeichnete sich bereits 1474 bei der Verteidigung von Città di Castello aus, als die Herrschaft seines Vaters Niccolò von den päpstlichen Truppen Sixtus IV. unter dem Kommando von Lorenzo Giustini, seinem Rivalen um die Stadt, belagert wurde. In der Nacht des 11. September 1483 griff Camillo zusammen mit seinen Brüdern Paolo und Giovanni Giustini an, der in der Nähe eines Dorfes in der Gemeinde Deruta, Sant’Angelo di Celle, lagerte. Es gelang ihnen, das feindliche Heer zu vertreiben und mit einer großen Beute zu ihrem Vater Niccolò zurückzukehren.

#### Verhaftung und Inhaftierung
Als Vitelli am Weihnachtstag 1483 versuchte in ein Dorf in der Gemeinde San Giustino, Celalba, einzudringen, wurde Vitelli von der päpstlichen Miliz von Virile Virili verhaftet. Als Camillos Vater Niccolò von der Verhaftung seines Sohnes erfuhr, machte er sich sofort auf den Weg um Celalba zu erobern, doch das Unternehmen scheiterte und so wurde Vitelli am 6. Februar 1484 zusammen mit 17 anderen Gefährten in der Engelsburg gefangen gehalten, von wo er in der Nacht vom 27. zum 28. Februar zu fliehen versuchte. Bei dem Fluchtversuch wurde Camillo jedoch so stark verletzt, dass er nicht entkommen konnte. Er wurde wieder gefangen genommen und in den Palazzo Savelli im Stadtteil Ripa gebracht.

### Miliz im Kirchenstaat
Mit dem Frieden, der am 3. Mai 1484 zwischen Papst Sixtus IV. und Niccolò Vitelli geschlossen wurde, wurde Camillo frei gelassen. Mit seinen Brüdern Vitellozzo und Paolo trat er in den päpstlichen Sold und war somit gezwungen, in den Truppen von Gentile Virginio Orsini und Roberto Sanseverino d’Aragona zu kämpfen. 1487 wurde er das Haus der Baglioni aufgenommen und hielt sich 1489 noch in Perugia auf, wo er den Frieden zwischen Spello und Foligno vermittelte, die seit jeher wegen der Grenze zwischen den beiden Gebieten im Streit lagen, der von den Baglioni mit Unterstützung der Bürger von Spello zugunsten der ersten Stadt entschieden wurde. Vitelli intervenierte und konnte einen dreimonatigen Waffenstillstand zwischen den beiden Fraktionen erreichen. Im Jahr 1489 intervenierte Camillo zum Nachteil des perugiesischen Verbannten Giulio Cesare della Staffa, der die Burg von Beccatiquello eingenommen hatte und gezwungen wurde seine Eroberung kampflos zu übergeben. Vitelli nahm auch an der Belagerung von Paciano mit Ranuccio da Marciano teil, der gegen die von Agamennone Arcipreti angeführten Banditen kämpfte, und sorgte dafür, dass Filippo und Giuliano degli Oddi aus der rivalisierenden Familie Baglioni am 25. März 1489 bei ihrer Abreise als Unterhändler in Paciano am Leben blieben. Am 6. April desselben Jahres brach er mit seinem Bruder Paolo von Solfagnano aus in seine Heimat auf. Am 12. April kehrte Camillo noch einmal nach Perugia zurück (wo er in den Häusern der Baglioni wohnte, auf denen heute die Rocca Paolina steht), um am nächsten Tag erneut nach Spello aufzubrechen, wo die Probleme mit den Bewohnern von Foligno noch nicht ausgestanden waren. Es gelang ihm, von den beiden Städten zunächst einen Waffenstillstand für einen Monat und dann am 18. Mai 1489 dank seiner Intervention und der des damaligen Kardinals von Siena, des späteren Papstes Pius III. einen endgültigen Frieden zu erreichen. Nachdem er Perugia bereits verlassen hatte, kehrte Vitelli in der Nacht des 23. Februar gegen 5 Uhr morgens mit seinem Bruder Paolo und zahlreichen Soldaten dorthin zurück, was bei den Einwohnern Perugias Besorgnis auslöste, da sie einen Angriff befürchteten. Die beiden Tifernati befahlen ihren Männern jedoch ihr Lager in Ponte San Giovanni aufzuschlagen und begaben sich zum Haus der Baglioni. Am 27. desselben Monats begaben sich die beiden Brüder nach Magione, wo sie mit Paolo Orsini eine Unterredung zur Versöhnung der Baglioni mit den Geächteten abhielten, an der unter anderem Rodolfo Baglioni († 1501), Girolamo della Penna und Pier Filippo della Cornia teilnahmen. Am 6. März begleitete Camillo zusammen mit seinem Bruder Paolo und Paolo Orsini den florentinischen Kommissar Pier Filippo Pandolfini nach Perugia, der am 7. März mit Rodolfo Baglioni zusammentraf. Anschließend verließ er die umbrische Hauptstadt nach Castiglione del Lago und kehrte am 21. Mai 1491 zurück, wo er erneut von den Baglioni zum Kampf gegen die Banditen aufgefordert wurde. So brach er von Perugia aus auf und belagerte zusammen mit Giampaolo Baglioni und Paolo Orsini am 8. Juni 1491 Bernardino Ranieri in Schifanoia, wobei er die Stadt in Brand steckte und die Stadt Civitella Benazzone auf die gleiche Weise verwüstete.

### Mit dem König von Frankreich
Nach seinem glorreichen Intermezzo im Dienste des Kirchenstaates trat Camillo 1494 zusammen mit seinen Brüdern Vitellozzo und Paolo in die Dienste des französischen Königs Karl VIII. ein, der auf der italienischen Halbinsel seinen Italienischen Krieg begann, der von 1494 bis 1498 dauern sollte. So waren die drei Condottieri für den französischen König in Genua, wo sie den Auftrag hatten die Adelsfamilie Adorno zugunsten der Fregoso zu besiegen. Vitelli verließ Genua und nahm mit dem französischen Heer an der Schlacht von Fornovo teil, die am 6. Juli 1495 stattfand. Als der König sein großes Geschick erkannte, schenkte er ihm seine goldene Halskette und schlug ihn zum Ritter. Diese Szene wird auch auf einem Fresko im großen Saal des Palazzo Vitelli in San Egidio in Città di Castello, das im Jahr 1690 gemalt wurde, dargestellt.
Nach einer kurzen Rückkehr nach Ligurien, wo er mit der Familie Fregoso La Spezia angriff und einnahm, zog Vitelli am 22. Juli 1495 mit seinen Brüdern durch Media Valle del Serchio in die Toskana und schloss sich den Pisanern gegen die Florentiner an, blieb aber immer unter dem Befehl des Königs von Frankreich, mit dem er Novara gegen die Angriffe der Venezianer verteidigte. Im Jahr 1496 begab sich Camillo in das Königreich Neapel, um mit französischen Truppen gegen die Aragonier zu kämpfen und überredete Monsignore Gimel Virginio Orsini, ihm bei diesem Unternehmen zu unterstützen. So begab er sich nach Todi um Altobello und Vittorio da Canele gegen die guelfische Familie von Atti zu helfen, stürmte die Burg von Fiore, eroberte sie und ließ alle Bewohner, einschließlich der Kinder, töten. Dann zog er weiter nach Lucera und stellte sich den 700 deutschen Milizionären, die aus Troia kamen, wobei er zum ersten Mal in der Geschichte Arkebusierreiter einsetzte und die Taktik des Caracolla verwendete. So erhielt er für seine Tapferkeit von Karl VIII. den Titel eines Markgrafen von Sant’Angelo dei Lombardi und eines Herzogs von Gravina in Apulien. Auf dem Marsch mit der französischen Armee zur Belagerung von Circello befahl Vitelli den Soldaten, die Stadtmauern zu überklettern. Da er aber sah, dass das Unterfangen schwierig war, stieg er selbst vom Pferd ab und begann mit vielen seiner Ritter den Aufstieg mit viel Kampfgeist und Tapferkeit. Doch auf dem Höhepunkt seiner Jugend und Leistungsfähigkeit wurde Vitelli durch einen von den feindlichen Mauern geworfenen Stein schwer verwundet und starb an den Verletzungen. Ein Gerücht besagt, dass der Stein von einer Frau geworfen wurde. Michael de Silva, ein portugiesischer Kardinal und Botschafter in Rom, widmete dem großen Anführer ein Sonett, in dem er ihn mit Pyrrhus verglich, der ebenfalls von einem von einer Frau geworfenen Stein getötet wurde.

“Dopo le prove sue molte e famose,
che fecer Pirrho illustre e vincitore,
Da tanta altezza a terra lo depose

Donna, e gli tolse e la vita et lhonore.

Et te Camillo, fra le valorose

Tue lodi, donna spinse a lultime hore.

Et così in molti secoli uno istesso

Fine, ha due grandi eroi morto e oppresso.”

### Ehe und Nachkommen
Nach dem Tod seines Vaters und seines älteren Bruders Giovanni wurde Camillo Oberhaupt der Familie. Er heiratete am 2. Januar 1488 Lucrezia Baglioni, Tochter von Rodolfo und Schwester von Giampaolo.
Die drei bekannten Kinder wurden unehelich geboren:
- Niccolò, der früh starb
- Vitello, Condottiere und Graf von Montone
- Francesca, die Nicola Bandini von Città della Pieve heiratete